# Robert Scott
För andra betydelser, se Robert Scott (olika betydelser).
Robert Falcon Scott, född 6 juni 1868 i Plymouth i Devon, död 29 mars 1912 på Ross shelfis i Antarktis, var en brittisk sydpolsforskare och sjöofficer. Han är ihågkommen för att ha kommit "tvåa" till sydpolen (efter Roald Amundsen) och tillsammans med sina fyra expeditionsmedlemmar omkommit under färden tillbaka.

## De första åren
Scott föddes i Plymouth i en familj med marin bakgrund som vid tiden för hans födelse levde i Stoke Damerel nära Devonport i Devon. Han inträdde 1882 i flottan, där han 1900 blev commander. Sedan man vid denna tid i England på initiativ av Geografiska sällskapet i London beslutat att utsända en sydpolsexpedition och för denna insamlat omkring 90 000 pund, kallades Scott till ledare för denna. Expeditionen avgick sommaren 1901, i samverkan med samtidiga tyska expeditioner och den Första svenska Antarktisexpeditionen, till sitt forskningsfält vid kusten av Victoria land, där dess fartyg "Discovery" övervintrade på 77° 55' sydlig bredd. Expeditionen kallas även Discovery-expeditionen efter fartygets namn. Därifrån nådde Scott på en slädfärd mot polen i december 1902 82° 17' sydlig bredd, 31 breddgrader närmare sydpolen, än dittills någon framträngt, och på en annan slädfärd rakt mot väster framträngde han för första gången till det inre av den antarktiska kontinenten och inlandsisen.
Även i naturvetenskapligt hänseende blev expeditionen mycket resultatrik. Liksom den samtidiga svenska expeditionen tvangs den av isförhållanden till en andra övervintring och expeditionen återkom först i september 1904 till England. Scott befordrades vid hemkomsten till captain i flottan och fick för sina förtjänster bland annat 1905 Vegamedaljen av Svenska sällskapet för antropologi och geografi i Stockholm. Själv återinträdde Scott i sin tjänst i flottan, men återupptog 1909, sedan hans forne kamrat Ernest Shackleton återkommit från sin berömda färd, planerna på en ny expedition till sydpolen.

## Terra Nova-expeditionen
Expeditionen som företogs med fartyget "Terra Nova", utgick 1910. Expeditionen som var åtföljd av en framstående stab av vetenskapsmän, övervintrade i närheten av "Discoverys" forna vinterkvarter. I november 1911 bröt Scott upp för sin färd mot polen, till sist åtföljd av 4 följeslagare: Edward Wilson, Henry Bowers. Edward Evans och Lawrence Oates. Ingen av dessa återkom vid sommarens slut, och i baslägret insåg man att de troligen dukat under.

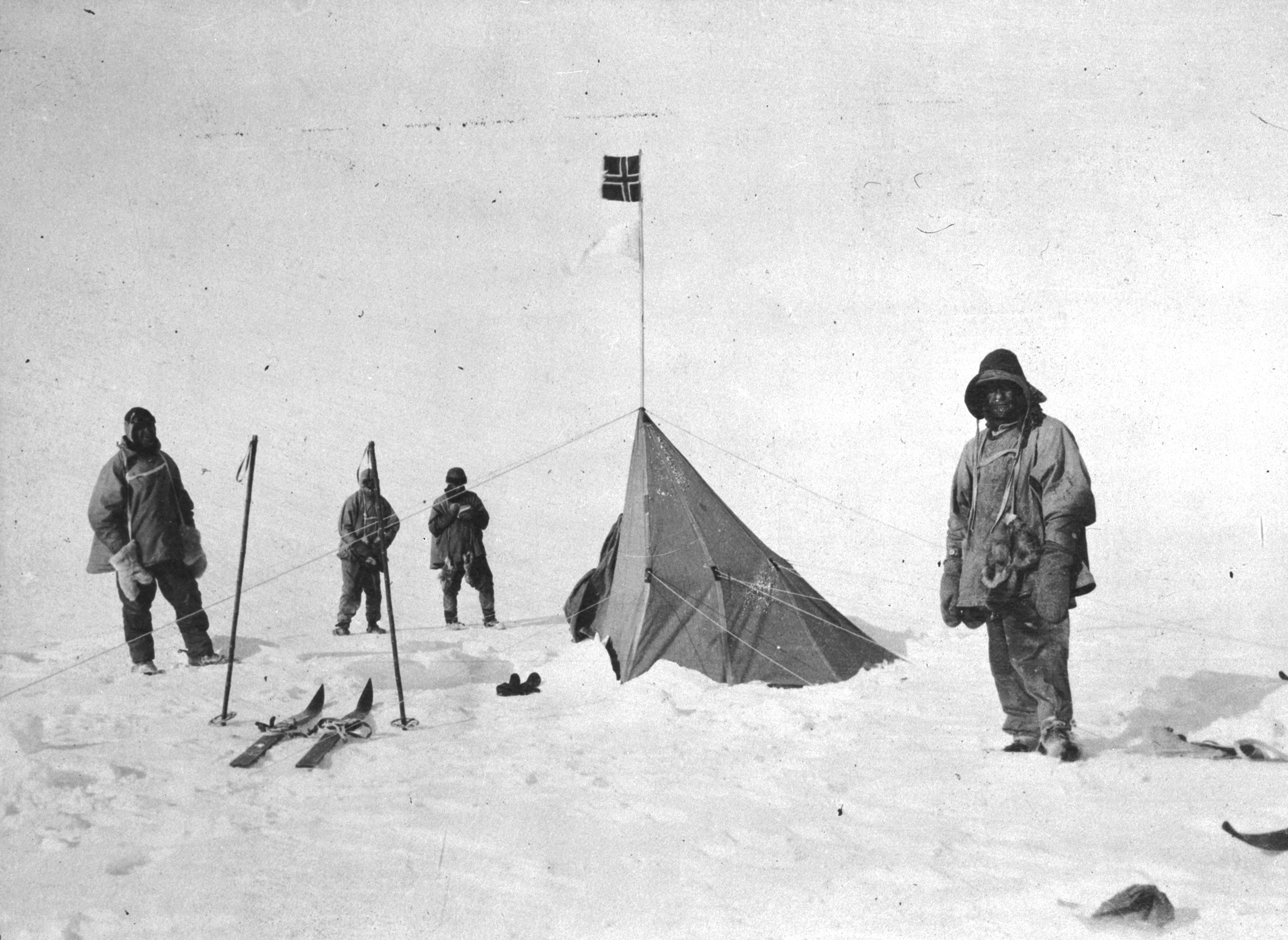
18 januari 1912, vid Amundsens övergivna läger Polheim. Från vänster: Scott, Bowers, Wilson och P. O. Evans. Vid kameran: Oates. Ingen av de fem skulle överleva besöket vid Sydpolen.

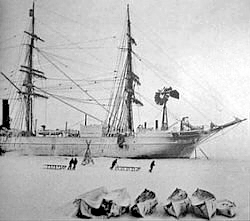
Discovery i den antarktiska isen.

En grupp som sänts ut för att söka efter spår av dem fann i november 1912 ett tält på isen med liken av Scott och två av hans kamrater. Scott hade nått Sydpolen 17 januari 1912, men fann att Amundsens grupp hunnit före honom med en månad. Foton och dagböcker ger en tydlig bild av den besvikelse det innebar för de hårt slitna männen.
Under hemfärden mötte de envist hårt väder, sjukdom och våldsamma snöstormar med låg temperatur – polarvintern var i antågande. Evans råkade ut för en lindrig fallskada och avled i ett förvirrat tillstånd, och Oates, som drabbats av svåra förfrysningsskador, begick i praktiken självmord den 17 mars. Vid det laget hade man fastnat i ett tältläger och hindrades av intensiv snöstorm och utmattning att komma vidare (åtminstone enligt Scotts dagbok, som tycks trovärdig; enligt en annan starkt spekulativ tolkning av Roland Huntford höll han männen tillbaka för att man skulle dö som martyrer hellre än att anlända på en neslig andraplats). Scott, Wilson och Bowers omkom i sitt tält omkring 30 mars, cirka 18 km från en stor proviantdepå.
Expeditionen i övrigt återkom 1913 med sitt fartyg till England och mottogs med stora hedersbetygelser. Scott själv har bedömts olika; under de 50 åren efter sin död sågs han som ett exempel på mod och offervilja, en av Imperiets hjältar, vilket speglas till exempel i filmen Scott of the Antarctic (1949) och även i Norge restes ett minnesmärke över honom. Senare har Roland Huntford pekat på att förberedelserna var otillräckliga och att han jämfört med Ernest Shackleton var en stel och kanske auktoritär ledare, utan förmåga att improvisera. Hans kunskap om snö var underlägsen norrmännens och hans beslut att förlita sig på hästar i stället för slädhundar och skidor var ett allvarligt misstag (hästarna blev man tvungna att slakta redan halvvägs till Sydpolen, och därefter drog männen själva hela packningen på slädar).
Scott hade också med sig det senaste inom maskinteknologin, fem primitiva snövesslor. Tanken var att dessa dels skulle lastas med en stor del av expeditionens packning och dels att männen själva skulle använda dem som transportmedel under långa sträckor. Snövesslornas motorer klarade dock inte av den hårda kylan och hade ständiga maskinproblem. De fick överges bara efter någon vecka.

## Skrifter från och om Robert Falcon Scott
- The voyage of the "Discovery" (1905) – Robert Falcon Scott
- Scott's last expedition (1913) – Leonard Huxley
- Robert Scott och hans expedition (1913) – Otto Nordenskjöld